# Столл, Фред
Фредерик Сидни (Фред) Столл АО (англ. Frederick Sydney "Fred" Stolle; 8 октября 1938, Хорнсби — 5 марта 2025, Палм-Дезерт, Калифорния) — австралийский теннисист, тренер и спортивный комментатор. Бывшая вторая ракетка мира. Двукратный победитель турниров Большого шлема в одиночном разряде. Победитель 17 турниров Большого шлема в мужском и смешанном парном разряде (в том числе разделённый титул в смешанном парном разряде на Открытом чемпионате Австралии 1969 года), обладатель карьерного Большого шлема в мужском парном разряде. Трёхкратный обладатель Кубка Дэвиса (1964—1966) в составе сборной Австралии.
Член Международного зала теннисной славы с 1985 года и Зала спортивной славы Австралии с 1988 года. Отец Сэндона Столла.

## Спортивная карьера
Карьера Фреда Столла, пик которой пришёлся на годы перед началом Открытой эры, продолжалась и в её первые годы. Он выиграл свой первый турнир Большого шлема — Уимблдонский турнир в смешанных парах — в 1961 году с соотечественницей Лесли Тёрнер. Его первый титул в турнире Большого шлема в мужском парном разряде был завоёван через год также на Уимблдоне с Бобом Хьюиттом. С 1963 по 1965 он три раза подряд доходил на Уимблдоне до финала в одиночном разряде, так же, как до него Готтфрид фон Крамм, но, как и фон Крамм, не сумел добиться победы, причём дважды на его пути становился ещё один австралиец — Рой Эмерсон. Тем не менее в 1964 году Столл, добавив к Уимблдонскому финалу аналогичные достижения на чемпионате Австралии и чемпионате США, завоевал также два титула на турнирах Большого шлема в мужских и один в смешанных парах, выиграл со сборной Австралии Кубок Дэвиса, победив в гостях американцев, и занял в итоге второе место в ежегодном рейтинге сильнейших теннисистов-любителей мира, составляемом обозревателем Daily Telegraph Лансом Тингеем.
В 1965 году, после пяти поражений кряду в финалах турниров Большого шлема в одиночном разряде, Столл наконец победил на чемпионате Франции. Обычно он чувствовал себя менее уверенно на грунтовых кортах, на которых традиционно разыгрывается этот турнир, но в 1965 году, по его собственным словам, погода и используемые мячи создали ситуацию, когда игра на грунте была достаточно быстрой для его любимой тактики — быстрых выходов к сетке. Через год, в возрасте 28 лет приехав на чемпионат США, Столл обнаружил, что его нет среди посеянных игроков. Рассерженный ветеран заявил: «Похоже, они считают меня просто старым неумехой», после чего выиграл свой второй турнир Большого шлема в одиночном разряде, победив в четвёртом круге посеянного третьим Денниса Ралстона, в полуфинале Эмерсона, а в финале Джона Ньюкомба. Прозвище «старый неумеха» (англ. Old Hacker) после этого приклеилось к нему навсегда, сменив более раннее прозвище «горячий Фред» (англ. Fiery Fred), данное ему коллегами за спортивный азарт. Кроме двух побед в одиночном разряде, он выиграл за эти два года ещё четыре титула в мужских и один — в одиночных парах и дважды защитил со сборной Австралии право на обладание Кубком Дэвиса.
В конце 1966 года Столлу был предложен профессиональный контракт, и с благословения тренера австралийской сборной Гарри Хопмана он перешёл в профессионалы. Это произошло за год с небольшим до начала Открытой эры, когда ведущие теннисные профессионалы были допущены на турниры Большого шлема, поэтому расставание Столла с кортами Уимблдона и чемпионата Австралии не затянулось. После начала Открытой эры он уже не побеждал на этом уровне в одиночном разряде, но в парах становился чемпионом ещё четыре раза — по два в мужском и смешанном парном разряде. В целом он выиграл на турнирах Большого шлема 19 титулов — два в одиночном разряде, десять в мужских парах (из них по четыре с Хьюиттом и Эмерсоном, выиграв каждый турнир Большого шлема как минимум дважды) и семь в смешанных (три с Лесли Тёрнер и по два с Маргарет Смит и британкой Энн Хейдон-Джонс). Одновременно он выступал в турнирах профессионального тура World Championship Tennis. Он завершил игровую карьеру в 1972 году в четвертьфинале Открытого чемпионата Австралии, после побед над пятым и 11-м посеянными соперниками (Ньюкомбом и Клиффом Дрисдейлом), а также над Роем Эмерсоном, проиграв затем будущему чемпиону Илие Настасе.
Свою теннисную карьеру Столл продолжил в качестве профессионального тренера. Как играющий тренер он дважды (в 1976 и 1977 годах) приводил к чемпионскому титулу в профессиональной лиге World Team Tennis команду «Нью-Йорк Эпплз». В конце 70-х и начале 80-х годов он также был личным тренером ведущего американского теннисиста Витаса Герулайтиса, с которым одновременно играл в парных соревнованиях. С 1979 года Столл работал комментатором на австралийских и американских телевизионных каналах (в том числе ESPN) и основал вместе с другими теннисными чемпионами компанию Grand Slam Sports Marketing.
В 1985 году имя Фреда Столла было внесено в списки Международного зала теннисной славы, а три года спустя — в списки Зала спортивной славы Австралии. В 2005 году Столл был произведён в офицеры ордена Австралии за заслуги перед теннисом в качестве игрока, тренера и комментатора.
Умер 5 марта 2025 года в возрасте 86 лет.

## Финалы турниров Большого шлема за карьеру

### Одиночный разряд (2+6)
| Результат | Год  | Турнир                  | Покрытие | Соперник в финале | Счёт в финале           |
| --------- | ---- | ----------------------- | -------- | ----------------- | ----------------------- |
| Поражение | 1963 | Уимблдонский турнир     | Трава    | Чак Маккинли      | 7-9, 1-6, 4-6           |
| Поражение | 1964 | Чемпионат Австралии     | Трава    | Рой Эмерсон       | 3-6, 4-6, 2-6           |
| Поражение | 1964 | Уимблдонский турнир (2) | Трава    | Рой Эмерсон       | 1-6, 10-12, 6-4, 3-6    |
| Поражение | 1964 | Чемпионат США           | Трава    | Рой Эмерсон       | 4-6, 2-6, 4-6           |
| Поражение | 1965 | Чемпионат Австралии (2) | Трава    | Рой Эмерсон       | 9-7, 6-2, 4-6, 5-7, 1-6 |
| Победа    | 1965 | Чемпионат Франции       | Грунт    | Тони Роч          | 3-6, 6-0, 6-2, 6-3      |
| Поражение | 1965 | Уимблдонский турнир (3) | Трава    | Рой Эмерсон       | 2-6, 4-6, 4-6           |
| Победа    | 1966 | Чемпионат США           | Трава    | Джон Ньюкомб      | 4-6, 12-10, 6-3, 6-4    |

### Мужской парный разряд (10+6)
| Результат | Год  | Турнир                           | Покрытие | Партнёр     | Соперники в финале            | Счёт в финале               |
| --------- | ---- | -------------------------------- | -------- | ----------- | ----------------------------- | --------------------------- |
| Поражение | 1961 | Уимблдонский турнир              | Трава    | Боб Хьюитт  | Нил Фрейзер Рой Эмерсон       | 4-6, 8-6, 4-6, 8-6, 6-8     |
| Поражение | 1962 | Чемпионат Австралии              | Трава    | Боб Хьюитт  | Нил Фрейзер Рой Эмерсон       | 6-4, 6-4, 1-6, 4-6, 9-11    |
| Победа    | 1962 | Уимблдонский турнир              | Трава    | Боб Хьюитт  | Боро Йованович Никола Пилич   | 6-2, 5-7, 6-2, 6-4          |
| Победа    | 1963 | Чемпионат Австралии              | Трава    | Боб Хьюитт  | Джон Ньюкомб Кен Флетчер      | 6-2, 3-6, 6-3, 3-6, 6-3     |
| Победа    | 1964 | Чемпионат Австралии (2)          | Трава    | Боб Хьюитт  | Кен Флетчер Рой Эмерсон       | 6-4, 7-5, 3-6, 4-6, 14-12   |
| Победа    | 1964 | Уимблдонский турнир (2)          | Трава    | Боб Хьюитт  | Кен Флетчер Рой Эмерсон       | 7-5, 11-9, 6-4              |
| Поражение | 1965 | Чемпионат Австралии (2)          | Трава    | Рой Эмерсон | Джон Ньюкомб Тони Роч         | 6-3, 6-4, 11-13, 3-6, 4-6   |
| Победа    | 1965 | Чемпионат Франции                | Грунт    | Рой Эмерсон | Боб Хьюитт Кен Флетчер        | 6-8, 6-3, 8-6, 6-2          |
| Победа    | 1965 | Чемпионат США                    | Трава    | Рой Эмерсон | Чарли Пасарелл Фрэнк Фрёлинг  | 6-4, 10-12, 7-5, 6-3        |
| Победа    | 1966 | Чемпионат Австралии (3)          | Трава    | Рой Эмерсон | Джон Ньюкомб Тони Роч         | 7-9, 6-3, 6-8, 14-12, 12-10 |
| Победа    | 1966 | Чемпионат США (2)                | Трава    | Рой Эмерсон | Кларк Гребнер Деннис Ралстон  | 6-4, 6-4, 6-4               |
| Победа    | 1968 | Открытый чемпионат Франции (2)   | Грунт    | Кен Розуолл | Род Лейвер Рой Эмерсон        | 6-3, 6-4, 6-3               |
| Поражение | 1968 | Уимблдонский турнир (2)          | Трава    | Кен Розуолл | Джон Ньюкомб Тони Роч         | 6-3, 6-8, 7-5, 12-14, 3-6   |
| Поражение | 1969 | Открытый чемпионат Австралии (3) | Трава    | Кен Розуолл | Род Лейвер Рой Эмерсон        | 4-6, 4-6                    |
| Победа    | 1969 | Открытый чемпионат США (3)       | Трава    | Кен Розуолл | Чарли Пасарелл Деннис Ралстон | 2-6, 7-5, 13-11, 6-3        |
| Поражение | 1979 | Уимблдонский турнир (3)          | Трава    | Кен Розуолл | Джон Ньюкомб Тони Роч         | 8-10, 3-6, 1-6              |

### Смешанный парный разряд (7+5)
| Результат | Год  | Турнир                           | Покрытие | Партнёр          | Соперники в финале            | Счёт в финале  |
| --------- | ---- | -------------------------------- | -------- | ---------------- | ----------------------------- | -------------- |
| Победа    | 1961 | Уимблдонский турнир              | Трава    | Лесли Тёрнер     | Эдда Будинг Боб Хоу           | 11-9, 6-2      |
| Победа    | 1962 | Чемпионат Австралии              | Трава    | Лесли Тёрнер     | Дарлин Хард Роджер Тейлор     | 6-3, 9-7       |
| Поражение | 1962 | Чемпионат Франции                | Грунт    | Лесли Тёрнер     | Рене Схюрман Боб Хоу          | 6-3, 4-6, 4-6  |
| Победа    | 1962 | Чемпионат США                    | Трава    | Маргарет Смит    | Лесли Тёрнер Фрэнк Фрёлинг    | 7-5, 6-2       |
| Поражение | 1963 | Открытый чемпионат Австралии     | Трава    | Лесли Тёрнер     | Маргарет Смит Кен Флетчер     | 5-7, 7-5, 4-6  |
| Поражение | 1963 | Чемпионат Франции (2)            | Грунт    | Лесли Тёрнер     | Маргарет Смит Кен Флетчер     | 1-6, 2-6       |
| Поражение | 1964 | Чемпионат Франции (3)            | Грунт    | Лесли Тёрнер     | Маргарет Смит Кен Флетчер     | 3-6, 6-4, 6-8  |
| Победа    | 1964 | Уимблдонский турнир (2)          | Трава    | Лесли Тёрнер     | Маргарет Смит Кен Флетчер     | 6-4, 6-4       |
| Победа    | 1965 | Чемпионат США (2)                | Трава    | Маргарет Смит    | Джуди Тегарт Фрэнк Фрёлинг    | 6-2, 6-2       |
| Победа    | 1969 | Открытый чемпионат Австралии (2) | Трава    | Энн Хейдон-Джонс | Маргарет Корт Марти Риссен    | Титул разделён |
| Победа    | 1969 | Уимблдонский турнир (3)          | Трава    | Энн Хейдон-Джонс | Джуди Тегарт Тони Роч         | 6-2, 6-3       |
| Поражение | 1975 | Открытый чемпионат США           | Трава    | Билли-Джин Кинг  | Розмари Казалс Ричард Стоктон | 3-6, 6-7       |

## Финалы Кубка Дэвиса

### Победы (3)
| Год  | Место проведения    | Покрытие | Команда                                             | Соперники в финале                           | Счёт |
| ---- | ------------------- | -------- | --------------------------------------------------- | -------------------------------------------- | ---- |
| 1964 | Кливленд, США       | Грунт    | Австралия Ф. Столл, Р. Эмерсон                      | США Ч. Маккинли, Д. Ралстон                  | 3:2  |
| 1965 | Сидней, Австралия   | Трава    | Австралия Дж. Ньюкомб, Т. Роч, Ф. Столл, Р. Эмерсон | Испания Х. Л. Арилья, М. Сантана, Х. Хисберт | 4:1  |
| 1966 | Мельбурн, Австралия | Трава    | Австралия Дж. Ньюкомб, Т. Роч, Ф. Столл, Р. Эмерсон | Индия Р. Кришнан, Дж. Мукерджи               | 4:1  |